# Sphaeroma exosphaeroma
Sphaeroma exosphaeroma är en kräftdjursart som beskrevs av David R. Boone 1918. Sphaeroma exosphaeroma ingår i släktet Sphaeroma och familjen klotkräftor. Inga underarter finns listade i Catalogue of Life.